# Михайловка (Бершадский район)
Михайло́вка (укр. Михайлівка, пол. Michałówka) — село на Украине, находится в Бершадском районе Винницкой области.
Код КОАТУУ — 0520483203. Население по переписи 2001 года составляет 917 человек. Почтовый индекс — 24463. Телефонный код — 4352.
Занимает площадь 36,32 км².
В селе родился Герой Советского Союза Пётр Лещенко.

## Адрес местного совета
24463, Винницкая область, Бершадский р-н, с. Михайловка, ул. Радиона Скалецкого, 1